# Amt Wenden
Das Amt Wenden war ein  Amt im Kreis Olpe in der Provinz Westfalen und in Nordrhein-Westfalen. Es wurde 1969 im Rahmen der nordrhein-westfälischen Gebietsreform aufgelöst.

## Geschichte
Im Rahmen der Einführung der Landgemeindeordnung für die Provinz Westfalen wurde 1843 im Kreis Olpe aus der in den 1820er Jahren eingerichteten Bürgermeisterei Wenden das Amt Wenden gebildet. Es setzte sich zeit seines Bestehens aus den beiden Gemeinden Wenden und Römershagen zusammen.
Im Jahr 1961 hatte das Amt bei einer Größe von 72,56 Quadratkilometern 11136 Einwohner. 1969 wurde das Amt Wenden durch das Gesetz zur Neugliederung des Landkreises Olpe aufgelöst. Wenden und Römershagen wurden zu einer neuen Gemeinde Wenden zusammengeschlossen, die auch Rechtsnachfolgerin des Amtes ist.

## Einwohnerentwicklung
| Jahr | Einwohner | Quelle |
| ---- | --------- | ------ |
| 1839 | 2.955     | [ 3 ]  |
| 1871 | 3.147     | [ 4 ]  |
| 1885 | 3.360     | [ 5 ]  |
| 1895 | 3.559     | [ 6 ]  |
| 1910 | 4.326     | [ 7 ]  |
| 1933 | 6.528     | [ 8 ]  |
| 1939 | 7.354     | [ 8 ]  |
| 1950 | 9.113     | [ 9 ]  |
| 1961 | 11.136    |        |